# Proscratea complanata
Proscratea complanata är en kackerlacksart som först beskrevs av Perty 1832.  Proscratea complanata ingår i släktet Proscratea och familjen jättekackerlackor. Inga underarter finns listade i Catalogue of Life.